# 石の微笑
『石の微笑』（原題: La Demoiselle d'honneur、英題: The Bridesmaid）は2004年のフランスとドイツの合作映画。R-15指定。原作はルース・レンデルの小説。

## ストーリー
25歳のナイーブな青年フィリップは、妹の結婚式で美しく謎めいた女性センタと出会う。二人は恋に落ちるが、センタは愛の証としてお互いに、詩を書く、木を植える、同性とセックスをする、そして殺人を犯すことを要求する。軽く受け流したフィリップだったが、センタは本気で…。

## キャスト
- フィリップ：ブノワ・マジメル
- ステファン・"センタ"・ベランジェ：ローラ・スメット
- クリスティーヌ：オーロール・クレマン
- ジェラル・クルトワ：ベルナール・ル・コク
- ソフィ・タルデュ：ソレーヌ・ブトン
- 浮浪者：ミシェル・デュショーソワ
- クレスピン夫人：シュザンヌ・フロン
- ジャッキ：エリーク・セーニュ